# 岩松祐輝
岩松 祐輝（いわまつ ゆうき、1993年2月3日 - ）は、日本の元俳優。北海道常呂町（現・北見市）出身。私立函館ラ・サール学園高校卒業、慶應義塾大学環境情報学部卒業。

## 来歴・人物
自主映画を中心に活躍し、趣味として路上ライブをすることがある。2015年頃に俳優を引退し、Works Human Intelligenceに勤務している。

## 主な作品

### 映画
- 2012 「放課後」　立教大学万田ゼミ 高橋卒業制作、[吉松ゆう輝 役(準主役)]
- 2013「世界」WHITE HOUSE FILM　バーの店長の後輩役
- 2014「おかあさんといっしょ」ビジュアルアーツ専門学校　主役
- 2014「assemble」ビジュアルアーツ専門学校　主人公の親友役

### ドラマ
- 2014「DAB+」監督 福山功起、主演 池澤英真

### TV
- NHK　北海道北見市立（旧常呂群常呂町立）川沿小学校創立100周年特集